# Les Aix-d'Angillon
Les Aix-d'Angillon è un comune francese di 1 953 abitanti situato nel dipartimento del Cher, nella regione del Centro-Valle della Loira.

## Società

### Evoluzione demografica
Abitanti censiti